# Майк Конавей
Кеннет Майкл «Майк» Конавей (англ. Kenneth Michael «Mike» Conaway; нар. 11 червня 1948, Боргер, Техас) — американський політик-республіканець. З 2005 р. він представляє штат Техас у Палаті представників США. Голова Комітету з етики Палати з 2013 по 2015 рр., голова Комітету з питань сільського господарства Палати з 2015 р.
У 1970 р. він закінчив Техаський університет A&M. З 1970 по 1972 рр. він служив в армії Сполучених Штатів. Після цього він працював дипломованим бухгалтером і банкіром. З 1981 по 1986 рр. він був відповідальним за фінанси компанії Arbusto Energy, яку тоді очолював майбутній президент США Джордж Буш-молодший, з яким його з'єднує дружба. Конавей був членом шкільної ради міста Мідленд з 1985 по 1988 рр. У 2003 р. невдало балотувався на довиборах до Конгресу.